# Louis François Antoine Arbogast
Pour les articles homonymes, voir Arbogast.
Louis François Antoine Arbogast (Mutzig, le 4 octobre 1759 - Strasbourg, le 8 avril 1803) est un mathématicien, avocat et homme politique français d'origine alsacienne. À l'origine de l'adoption de l'actuel système des poids et mesures, il fut aussi député à la Convention nationale en 1792.

## Biographie
Il fut professeur de mathématiques au collège de Colmar et prit part à une compétition mathématique lancée par l'Académie de Saint-Pétersbourg. Cela lui apporta la célébrité et une place importante dans l'histoire du développement du calcul. Arbogast soumit un essai à l'Académie de Saint-Pétersbourg dans lequel il se range du côté d'Euler. En fait il alla plus loin qu'Euler dans le type de fonctions arbitraires introduites par intégration, prétendant que non seulement les fonctions pouvaient être discontinues dans le sens limité d'Euler, mais discontinues dans un sens plus général qu'il définit comme permettant à des fonctions d'être des portions de différentes courbes. Arbogast gagna le prix avec son essai et sa notion de fonction discontinue devint importante dans l'approche analytique plus rigoureuse de Cauchy.

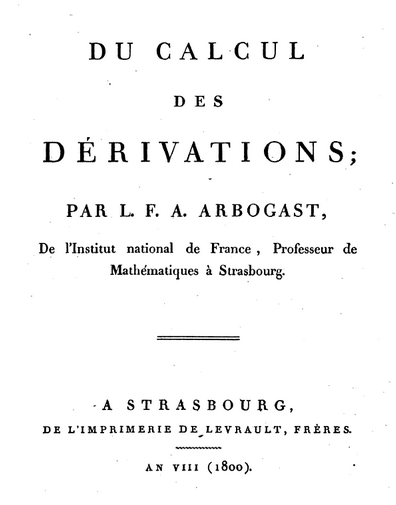

En 1789 il soumit à Strasbourg un rapport majeur sur le calcul différentiel et intégral à l'Académie des sciences de Paris qui ne fut jamais publié. Plus tard, dans la préface d'un travail il décrit les idées qui l'ont poussé à écrire ce rapport majeur. Il réalisa essentiellement qu'il n'y avait aucune méthode rigoureuse qui allait avec la convergence des séries, et la carrière d'Arbogast se trouva propulsée vers le haut. En plus de son poste de mathématiques, il était professeur de physique au Collège Royal de Strasbourg et il y servit comme recteur à partir d'avril 1791, jusqu'en octobre 1791 où il fut nommé recteur de l'Université de Strasbourg ; en 1794 il devint Professeur de Calcul à l'École Centrale des travaux publics et militarisée (qui allait bientôt devenir l'École polytechnique) mais il enseigna à l'École Préparatoire.
Ses contributions aux mathématiques montrent comment un philosophe doit faire face à son époque. Aussi, bien qu'il ait introduit les fonctions discontinues, comme mentionné précédemment, il a conçu le calcul comme portant sur des symboles opérationnels. La manipulation algébrique formelle des séries, sur laquelle ont travaillé Lagrange et Laplace dans les années 1770, a été mise en forme d'égalités d'opérateurs par Arbogast en 1800 dans un livre intitulé Du calcul des dérivations, dans lequel il démontre pour la première fois la formule de dérivation n-ème d'une fonction composée. On lui doit enfin le concept général de factorielle en tant que produit d'un nombre fini de termes en progression arithmétique.
Il meurt brutalement le 8 avril 1803 en laissant une importante bibliothèque d'ouvrages scientifiques.

## Hommages
Le collège de Mutzig – sa ville natale – et une rue de Strasbourg portent son nom.